# Khakurinokhabl
Khakurinokhabl (en rus Хакуринохабль) és un poble (aül) de la República d'Adiguèsia, a Rússia. És la capital del raion de Xovguénovski. Es troba a la vora del riu Fars, a 50 km al nord-est de Maikop.
Pertanyen a aquest aül els khútors de Kírov i Khapàtxev.

## Història
Fou fundat el 1863. A començaments del segle XX era conegut com a Khakurinóvskoie. El 1922 l'aül fou designat centre de l'ókrug de Fars, a la Província Autònoma Adiguesa. El 1924 fou designada capital del raion de Khakurínovskogo. El 1929 el raion s'anomenà Xovguénovskogo. El 1956 perdé l'estatus de capital de raion. El 1959 fou rebatejat amb el nom de Xovguénovski i l'aül tornà a ser-ne la capital. El 27 de març del 1996 l'aül prengué el seu nom actual.